# Сарыбаксы (озеро)
Сарыбаксы (каз. Сарыбақсы) — озеро в Фёдоровском районе Костанайской области Казахстана. Находится в 5 км к северо-западу от села Малороссийка, ранее совхоз Украинский.
По данным топографической съёмки 1944 года, площадь поверхности озера составляет 2,79 км². Наибольшая длина озера — 2,4 км, наибольшая ширина — 1,8 км. Длина береговой линии составляет 7,4 км, развитие береговой линии — 1,24. Озеро расположено на высоте 208,8 м над уровнем моря (по другим данным — 210,6 м).